# 아우구스투 하무스 소아르스
아우구스투 하무스 소아르스(포르투갈어: Augusto Ramos Soares, 1986년 8월 22일~)는 동티모르의 육상 선수이다. 올림픽에 2회(2012, 2016) 참가했다.

## 경력
당시 인도네시아령이었던 동티모르주 바우카우에서 태어났다. 소아르스는 동티모르 최초의 올림픽 출전 선수인 아기다 아마랄이 자신의 학교에 찾아온것을 보고 육상에 관심을 가지기 시작했다.
2007년에 동티모르 국가대표로 발탁되었고 그 해 10월 마카오에서 열린 2007년 실내 아시안 게임에 참가하여 국가대표 데뷔 경기를 가졌다. 이듬해인 2008년 8월에 베이징에서 열린 2008년 하계 올림픽 출전권을 획득했으나 기권하여 경기에 출전하지 않았다.
2012년 8월 런던에서 열린 2012년 하계 올림픽에 참가하면서 처음으로 올림픽에 출전했다. 또한 개막식에서 동티모르 선수단의 기수를 맡았다. 그는 남자 마라톤에 출전하여 84위로 대회를 마쳤다.
2016년 8월에는 리우데자네이루에서 열린 2016년 하계 올림픽에 참가했으며 남자 1500m 종목에 출전했다. 그는 예선 2조에서 4분 11.35초를 기록하여 12위에 올랐고 준결승 진출에는 실패했다.

## 기록

### 개인 최고 기록
- 마라톤: 2:30:04(2009)

### 2012년 하계 올림픽남자 마라톤 성적
|      | 선수     | 세부 종목 | 1차 예선 | 1차 예선 | 2차 예선 | 2차 예선 | 준결선 | 준결선 | 결선    | 결선      |
|      | 선수     | 세부 종목 | 기록     | 순위     | 기록     | 순위     | 기록   | 순위   | 기록    | 최종 순위 |
| 남자 | 소아레스 | 마라톤    |          |          |          |          |        |        | 2:45:09 | 84        |